# Szilágyság
A Szilágyság (románul Sălaj), népies nevén Szilágyország (ez a név vonatkozott Szilágy megyére is) Románia északnyugati részén, a Szamos folyó két oldalán elhelyezkedő dombság. Az Érmelléki-hegységgel és a Szilágysági-Bükk hegységgel együtt a Szilágysági-dombvidék részét képezi.

## Földrajza

### Fekvése
Északról a Szilágysági-Bükk hegység, keletről a Lápos folyó, délről a Meszes-hegység és a Réz-hegység, nyugatról az Érmellék és az Érmelléki-hegység (Érszőlősi-dombság) határolják.
Felépítése üledékes kőzet, mészkő.

### Domborzata
A Szilágysági-medence területén a harmadkor kezdetén tenger hullámzott. Máig kerülnek itt felszínre  tengeri csigák maradványai, mint például a Szilágyságban levő Füzespaptelek határában a Hodobastynie nevű hegy, mely megszámlálhatatlan mennyiségű megkövült csigát tartalmaz.
A tájat még a honfoglalás előtt is mindenütt erdő borította, melyek helyén ma nagyrészt szántóföldek, legelők vannak.

## Nevének eredete
Nevét a szilfa és a Szilágy-patak nevéből származtatják.
A régi magyar nyelv szerint a gy képzővel egykor leginkább fanevekből alkottak folyó és erdő elnevezéseket például: Fyzeg (Füzegy), Egreg (Egregy), Zylag (Szilágy) folyóneveket, vagy
Nyaragh (Nyárágy), Harsag (Hárságy) erdőneveket.
Nevét már 1231-ben említették egy oklevélben, mint a Szilágy erdejével határos részt: "tenet metam cum Silva Zylag".
Kazinczy Ferenc is így értelmezte nevét Erdélyi leveleinek bevezetésében:
"A föld neve 1130-ig Erdély vala, tovább Transilvania, mivel királyainknak túl fekvék a Szilágyságon".
A Szilágyság neve a latin nyelven Sylva, Sylvania, azaz „erdőség”, feltehetőleg innen nevezték később Erdélyt Transsylvaniának, Szilágyságon túli, azaz „erdőn túli” területnek.

## Története
A fennmaradt adatok szerint a Szilágyságot a magyarok a honfoglalás után nem sokkal már benépesítették. Előttük  itt gyér számú szlávság élt.
A középkorban a Szilágyság lakossága magyar volt, egészen a 15–16. századig, mikor a román lakosság beköltözése megkezdődött.
A 18. században német lakosság is letelepedett itt. Ilyen német telepítésű község itt Hadad is.

## Néprajzi tájegységei
A Szilágyságon belül több kisebb tájegység is kialakult:
- Kővárvidék - ennek egy részéből alakították ki Szilágy megyét.
- Kraszna-vidék - központja Szilágysomlyó és Kraszna.
- Berettyó-mente - Szilágynagyfalu és Berettyószéplak környéke tartozik hozzá.
- Tövishát - Ez a Szilágyság középső vidéke. A Krasznába és a Szamosba folyó patakok hátsága: Diósad, Vérvölgy, Désháza környéke.